# Elecciones estatales de Baviera de 1998

Composición del Parlamento tras las elecciones

Las Elecciones estatales de Baviera de 1998 se llevaron a cabo el 13 de septiembre de ese año.
En Baviera la CSU obtuvo más del 52% de los votos. 
Los socialdemócratas (SPD) bajaron (del 30% al 28,7%).
Los verdes bajaron unas décimas.
Los liberales continuaron con su pérdida de importancia y continuaron sin lograr representación parlamentaria. Fueron los peores resultados de toda la historia en Baviera.
Los resultados fueron:
| Partido Político | Partido Político                    | Porcentaje | Escaños |
| ---------------- | ----------------------------------- | ---------- | ------- |
|                  | Unión Social Cristiana de Baviera   | 52,9       | 123     |
|                  | Partido Socialdemócrata de Alemania | 28,7       | 67      |
|                  | Los Verdes                          | 5,7        | 14      |
|                  | Freie Wähler                        | 3,7        | 0       |
|                  | Republicanos                        | 3,6        | 0       |
|                  | ÖDP                                 | 1,8        | 0       |
|                  | Partido Liberal de Alemania         | 1,7        | 0       |

| Predecesor: 1994 | Elecciones de Baviera 1998 | Sucesor: 2003 |

- Datos: Q1804071
- Multimedia: 1998 Bavarian state election / Q1804071